# Amputoearinus gloriae
Amputoearinus gloriae är en stekelart som beskrevs av Lindsay och Michael J. Sharkey 2006. Amputoearinus gloriae ingår i släktet Amputoearinus och familjen bracksteklar. Inga underarter finns listade i Catalogue of Life.